# Hohenhorn
Hohenhorn là một đô thị thuộc huyện Lauenburg, trong bang Schleswig-Holstein, nước Đức. Đô thị Hohenhorn có diện tích 6,93 km², dân số thời điểm 31 tháng 12 năm 2006 là 452 người.